# Özönvíz (mítosz)

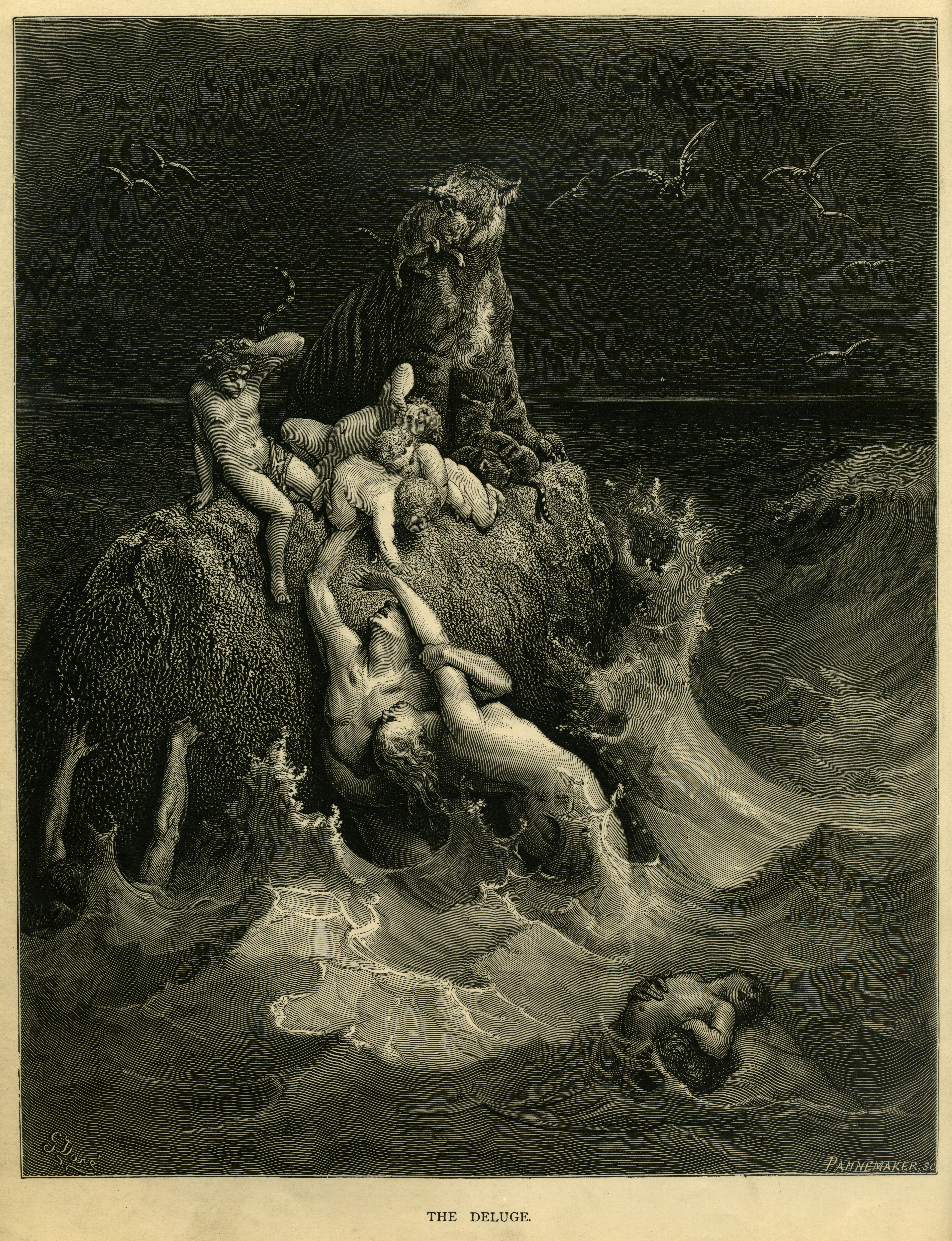
Özönvíz (Gustave Doré)

Az özönvíz mítosza sok nép kultúrájában megtalálható. A legkorábbi írott források a mezopotámiai Ziuszudra és Ut-napistim történetei, majd a Krisztus előtti zsidó történet (lásd Özönvíz (Biblia)), majd később, a 7. századtól a muszlim kommentárok, az iráni és arab változatok ismertek. Számtalan további korabeli nép írott vagy szóbeli hagyományában is megmaradt. Ezek általános, de nem kizárólagos jellemzője, hogy a rossz erkölcsű emberek által lakott világot elöntötte a víz, amit csak a jók éltek túl, ezáltal átmenetileg megtisztult a világ.
Ezeken a pontokon a különféle özönvíz-regék többsége hasonló: világméretű pusztulás érte a Földet, amelyben az emberiség magja megmarad, hogy a faj fennmaradjon, akik csónakot, bárkát vagy hajót használnak a túléléshez.
Lehetett történelmi, valóságos alapja is, amit a pleisztocén-holocén becsapódási esemény idején a laurenciai jégtakaró megolvadásával járó nagy árvíz magyarázna. Ezt megerősíti, hogy számos nép – így például több amerikai indián törzs legendáiban – közvetlenül a vízözönt megelőző „több napról”, „lehulló csillagokról”, majd az ezt követő sötétségről és nagy áradásról, majd végül egy rá következő hideg időszakról mesél. A törökországi Göbekli Tepe feltárói 2016-2017-es tanulmányukban szintén ehhez az eseményhez kapcsolják azt a globális katasztrófát, amely Kr. e. 10 900 körül következhetett be, tömeges fajkihalással és a korai civilizációk összeomlásával járva.
A mezopotámiai Ur városának feltárója, az angol régész Leonard Woolley is úgy vélte, hogy egy több méter vastag áradásos üledékrétegben a bibliai vízözön nyomaira bukkant. Ma már tudjuk, hogy ez nem a vízözön nyoma volt. Regionális, közel-keleti árvíz-hagyományok kialakulása az eddigi utolsó, interglaciális kezdetéhez is köthető, amikor a vízszint emelkedése viszonylag gyorsan töltötte fel a Fekete-tenger helyén elterülő mélyföldet, és a Perzsa-öböl egy részét is.

## Vízözön a különböző népek mitológiájában

### Sumer mitológia
Mezopotámia régészeti kincseinek felfedezése, illetve a sumer és akkád ékírásos táblák megfejtése előtt a vízözön bibliai történetét csupán a világ különböző pontjain élő természeti népek mitológiája őrizte. Mivel az akkád Gilgames-eposz korábban keletkezett a Teremtés könyvénél, ezért az eposz nem csupán a Teremtés könyvében megörökített vízözön-történet párjának, hanem közvetlen forrásának bizonyul.

### Biblia

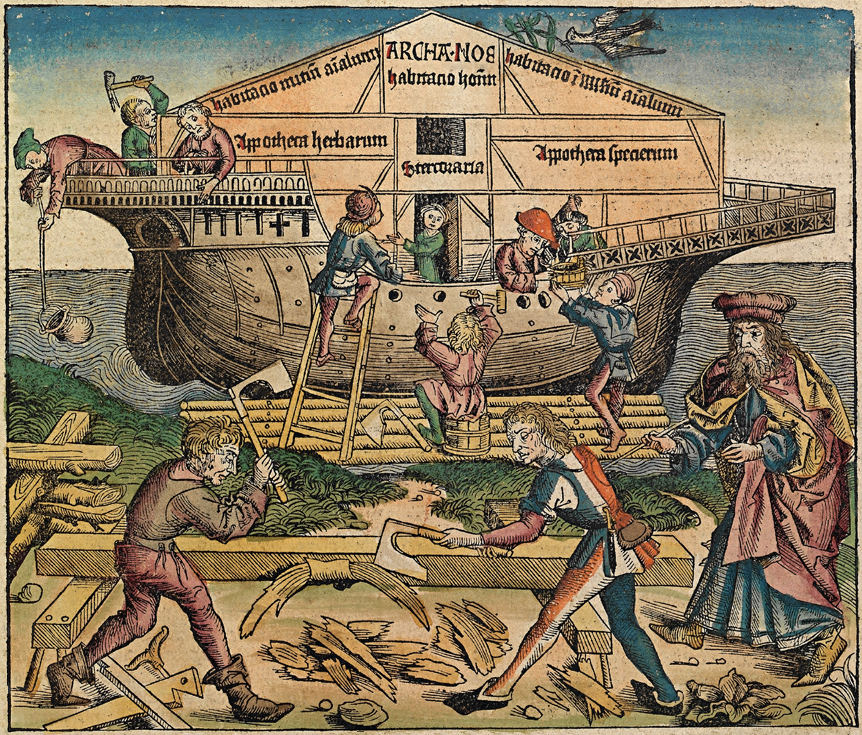
Illusztráció a bárka építéséről a Nürnbergi Krónika egy lapján

A Biblia szerint Noé Isten parancsára építette meg bárkáját, hogy megmentse családját és a föld állatvilágát az özönvíztől. A történet Mózes I. könyvének (Genezis) 6–9. részeiben található meg.

### Görög mitológia
A görögöknél Deukalión és Pürrha története számol be a vízözönről.

### Indiai mitológia
Az indiai mitológiában Visnu első avatárája, Matszja, a hal építtetett bárkát, és mentette meg az embert, az állatokat, növényeket és a tudást.

### Más hagyományok
Kína özönvíz-regéjének beszámolója szerint a folyók áradása okozta az árvizeket. Ezeket az árvizeket a tengerek fejezték be, amikor azok is túláradtak. A rege hőse azonban feleségével, három fiával és három lányával együtt elkerülte a pusztulást.
Áltudományos művek szerzője, René Noorbergen által idézett, más forrásban nem fellelhető „Dr. Thiwing E. W. kutató” tévesen feltételezi, hogy a mai kínai hajó szó a csónak és nyolc száj jeleiből tevődik össze, ami arra szerinte utalhat, hogy az első hajón nyolcan utaztak. Az ebből levezetett következtetése pedig, hogy a kínai hagyományok szerint az összes kínaiak ennek az egyetlen ősnek és családjának a leszármazottai lennének, egyszerűen saját költésű mese. (A hajó, csónak jelentésű kínai írásjegy két részből áll. Az első  önmagában is hajót, csónakot jelent, míg a második jelentése „a hegy lábánál lévő mocsár”. A dilettánsok számára látszólagos azonossággal szemben nincs benne nyolc és száj jelentésű rész.)
A Hawaii szigetek regéje szerint a világ teremtése után az emberek annyira elvetemedtek, hogy Kane, az istenük elhatározta, hogy elpusztítja földet. De úgy döntött, hogy egy igaz embernek és a családjának megengedi, hogy megmeneküljenek haragjától. Ők olyan hatalmas csónakot építettek, amelyen ház állt. Aztán megjött az eső, és a víz emelkedett, az óceánok egybefolytak, és az emberiség kipusztult. Csak a bárka lakói élték túl a katasztrófát. Végül Kane leapasztotta a vizet, és utasította az igaz embert és családját, hogy újra népesítsék be a földet.
Az indonéziai Celebesz közepén élő toradjasok olyan áradásról beszélnek, amely befedte a legmagasabb hegyeket is, kivéve a Wawom Petato csúcsát. Ezúttal nem volt olyan szerencsés család, amelyik megmenekült volna. Ehelyett a történetben csak egyetlen terhes asszony élte túl az özönvizet.
Thaiföld hegyvidéki törzseinek, a liszuknak és a hmongoknak is egyaránt vannak olyan legendái, melyek egy nagy özönvízről szólnak. Az egyik hmong legenda szerint „az Ég Ura” figyelmeztet két fivért, hogy egy özönvíz hamarosan el fogja árasztani a földet. Arra utasítja az erőszakos, idősebb testvért, hogy készítsen egy vascsónakot, a szelíd testvért pedig arra kéri, hogy építsen egy facsónakot. Majd azt mondja az utóbbi fiúnak, hogy vigye be a csónakba a húgát, valamint minden állatfajból egy hímet, egy nőstényt és minden növényfajtából két magot. 
Amikor elérkezik az özönvíz, a vascsónak elsüllyed, a facsónak azonban fennmarad a vízen. Majd egy sárkány, mely úgy néz ki, mint egy szivárvány, felszárítja a földet. Végül a fiatalabb testvér feleségül veszi a húgát, és a leszármazottaik ismét benépesítik a földet.